# Алеутський басейн

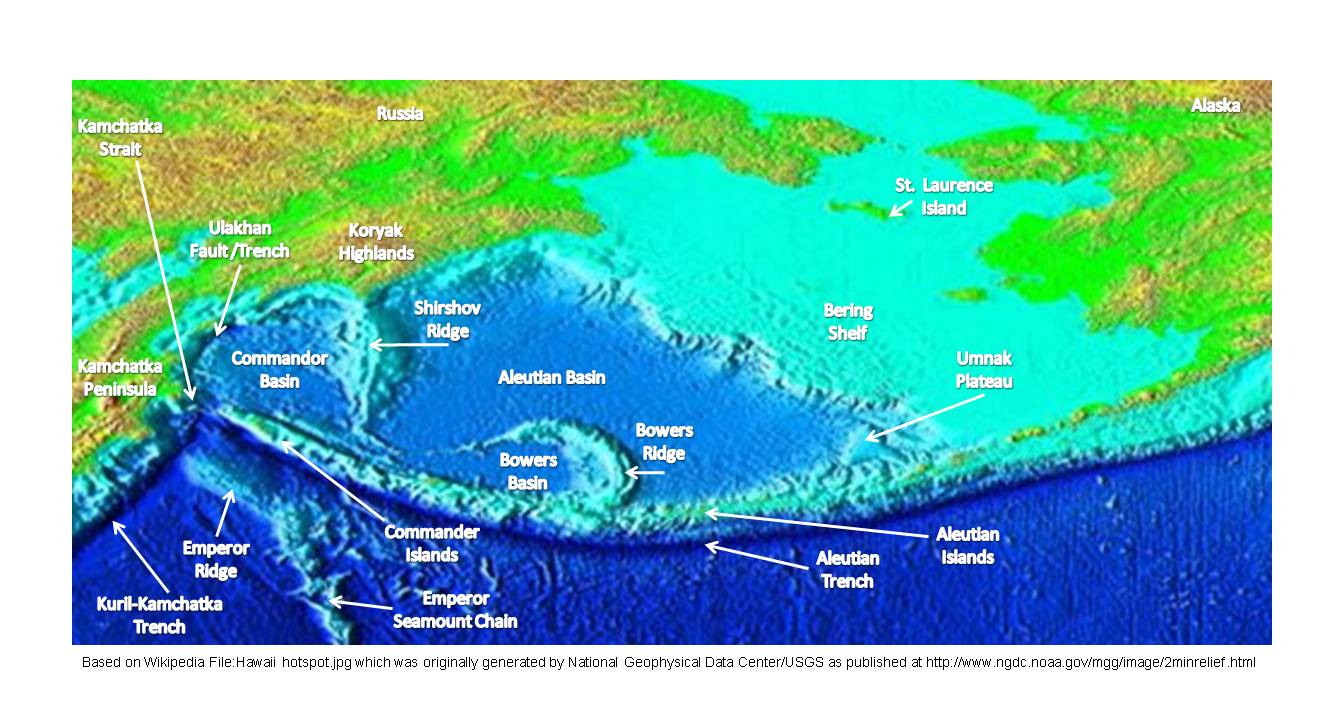
Алеутський басейн на мапі

Алеутський басейн — океанічна котловина під південно-західною частиною Берингового моря. Підмурівком басейну на північному сході є Північноамериканська плита, решти акваторії — залишок плити Кула, яка в основному зазнала субдукції під Північноамериканську плиту
Субдукція плити Кула припинилося після утворення Алеутського жолобу на півдні басейну. Залишок від плити Кула, наразі є складовою Північноамериканської плити. Ця колишня зона субдукції зараз є Берингійською окраїною, на якій зараз розташовано шістнадцять підводних каньйонів, включаючи найбільший у світі каньйон Жемчуг.
Глибоководна частина Берингового моря відокремлена від басейнів Командорського і Бауерс підводними хребтами Ширшова і Бауерса. Командорський басейн займає західну частину Берингового моря з хребтом Ширшова на його східній межі. Хребет Ширшова простягається на 750 км на південь від Російського півострова Олюторський, до точки з'єднання з хребтом Бауерс. Хребет Бауерс простягається у формі дуги приблизно на 900 км від Алеутської острівної дуги до північно-західного закінчення, де він з'єднується з хребтом Ширшова. Хребет Бауерс колишня острівна дуга — геологічна формація напівкруглої форми, яка обмежена Алеутською острівною дугою і спільно з нею обмежує басейн Бауерса.
Північну частину хребта Ширшова утворено 95 Ma, а південну — 33 Ma (ранній олігоцен). Хребет Бауерс утворено 30 Ma (пізній олігоцен).